# Imposto único
Imposto único é um sistema de tributação baseado principalmente ou exclusivamente em um imposto, normalmente escolhido para suas propriedades especiais, muitas vezes sendo um imposto sobre valor da terra.

## Histórico
A ideia de um imposto único sobre o valor da terra foi proposta independentemente por John Locke e Baruch Spinoza no século XVII. Os franceses fisiocratas mais tarde cunharam o termo impôt únique por causa das características únicas da terra e renda.
Pierre Le Pesant, sieur de Boisguilbert e Sébastien Le Prestre de Vauban também recomendaram um imposto único, mas, ao contrário dos fisiocratas, eles rejeitaram a alegação de que a terra tem certas propriedades econômicas que a tornam exclusivamente adequada para tributação, então, em vez disso, propuseram um imposto de taxa única (flat-tax) sobre todas as rendas.
No final do século XIX e no início do século XX, surgiu um movimento populista de imposto único que também buscava cobrar um único imposto sobre o valor da renda da terra e dos recursos naturais, mas por razões um tanto diferentes. Esse movimento de "imposto único" mais tarde ficou conhecido como georgismo, em homenagem ao seu mais famoso defensor, Henry George. Propôs um sistema tributário simplificado e equitativo que defende os direitos naturais e cuja receita se baseia exclusivamente nas rendas econômicas de terrenos e recursos naturais, sem tributação adicional de benfeitorias como edifícios. Alguns libertários defendem a captura do valor da terra como um meio consistentemente ético e não distorcionário de financiar as operações essenciais do governo, a renda excedente sendo distribuída como um tipo de renda básica garantida, tradicionalmente chamada de dividendo do cidadão, para compensar os membros da sociedade que por o título legal foi privado de uma parte igual do valor espacial da terra e do acesso igual a oportunidades naturais (ver geolibertarianismo).
Impostos relacionados derivados, em princípio, do imposto sobre o valor da terra incluem impostos pigouvianos para internalizar os custos externos da poluição de forma mais eficiente do que litígios, bem como impostos sobre exploração de recursos naturais para regular o esgotamento de recursos naturais não renováveis e para evitar danos irreparáveis a ecossistemas valiosos através de práticas insustentáveis, como a pesca predatória. A tributação de valores de terra geralmente também se aplica ao espectro eletromagnético.
Houve outras propostas para um único imposto sobre propriedade, bens ou renda. Mais recentemente outros fizeram propostas para um imposto único com base em outros modelos de receita, como a proposta FairTax de imposto sobre o consumo e várias propostas de imposto de taxa única sobre rendimentos pessoais.

### Brasil
O imposto único é uma proposta de reforma tributária idealizada pelo economista e ex-secretário da Receita Federal Marcos Cintra, que propõe a substituição, no Brasil, de todos os tributos por apenas um, sobre movimentação financeira, cobrado sobre cada parte de uma transação bancária (débito e crédito). Originalmente, a proposta do Imposto Único previa  uma alíquota de 1% ,  o que representaria  em torno de de 23% do PIB. Isto cobriria a carga tributária média histórica anterior à explosão dos impostos que houve no Brasil a partir da década de 90. Hoje, para substituir toda a arrecadação tributária nacional, em torno de 35% do PIB, a alíquota do tributo sobre movimentação financeira teria que ser maior, aproximando-se de 3%. Mas, sendo um imposto único, todos os outros tributos federais, estaduais e municipais seriam eliminados.
A proposta do imposto único também foi reformulada e proposta pelo Deputado Zé Edmar por meio da PEC 296/2008 na Câmara Federal, na época ele fazia parte do PR/DF; a proposta substitui o IPI e o imposto sobre a renda e proventos de qualquer natureza pelo Imposto Único Federal, com alíquota de 2% (dois por cento).
O imposto único seria cobrado da mesma forma que a extinta CPMF, porém com alíquota maior; no entanto, seria não um imposto a mais como o caso daquela, mas sim uma substituição de todos os demais impostos. As alegadas vantagens descritas por seus defensores seriam em primeiro lugar o fato de o imposto único ser considerado insonegável; alegam também que reduziria os gastos com a contratação de fiscais da receita, e também que evitaria transtornos para as pessoas de terem que sempre estar fazendo cálculos e gastando dinheiro com advogados e contadores.
A proposta no entanto enfrenta críticas, como a de Carlos Araújo Leonetti, Professor de Direito Tributário na Universidade Federal de Santa Catarina - UFSC e Procurador da Fazenda Nacional. Carlos alega que o imposto único daria alto poder político aos bancos, que ficariam responsáveis pelo recolhimento e fiscalização do imposto, além do que desindividualizaria a cobrança de tributos, de modo que a pessoa seria cobrada não de acordo com suas posses, mas de acordo com o número de transações financeiras que fizesse. O professor alega também que o novo tributo tornaria impossível que o Estado utilizasse a tributação como forma de estímulo ou desestímulo ao consumo de determinado produto.
Já o advogado tributarista Gilson J. Rasador, associado ao PNBE, afirma que tal imposto, para conseguir substituir toda a tributação nacional atual, precisaria de uma alíquota de cerca de 5,89% ou seja, uma alíquota seria tão alta que estimularia formas de evitar o sistema bancário oficial para sonegá-lo.
A ideia do imposto único, já aprovada em comissões especiais da Câmara dos Deputados e pronta para ir a votação há anos, enfrenta ainda resistência de muitos setores. Ela recebe no entanto apoio do Avante e do União Brasil , tendo sido defendida com veemência nas eleições de 2006 pelo então candidato a presidente Luciano Bivar. Em 2022, a candidata a presidência Soraya Thronicke também apostou no imposto único para atrair eleitores. 